# Evropska vojska
Evropska vojska, Vojska EU in Evrovojska so izrazi za hipotetično vojsko Evropske unije, ki bi nadomestila skupno varnostno in obrambno politiko in bi presegla idejo predlagane Evropske obrambne skupnosti. Trenutno takšne vojske ni, obramba pa je stvar držav članic.

## Značilnosti
Izraz »evropska vojska« je nejasen, ravno tako ni povsem jasno, kaj bi pomenil. Povečanje integracije Evropske unije bi povečalo varnost in pocenilo obrambo za države članice.
V zadnjih letih[kdaj?] so pogovore o Evropski vojski sprožile predvsem vprašljive poteze zveze NATO in njenih članic, med drugim umik vojaških sil iz Afganistana, ustanovitev obrambne zveze AUKUS, ter trenja med ZDA in Francijo glede avstralskega nakupa podmornic.

## Podpora
Ideja skupnih vojaških sil EU dosega visoko podporo, tako s strani državljanov EU, kar je pokazala raziskava Eurobarometra iz leta 2017, kot tudi s strani političnega vrha. Neka oblika vojske EU je tako v uradnem programu največje stranke v Evropskem parlamentu, Evropske ljudske stranke, pa tudi v programih 2 največjih strank v Zvezni republiki Nemčiji, CDU/CSU in SPD.
Idejo so med drugim podprli mnogi visoki predstavniki držav članic in organov EU, med drugim Emmanuel Macron, ki velja za enega izmed glavnih zagovornikov ideje, nekdanja nemška kanclerka Angela Merkel, nekdanji predsednik Evropske komisije Jean-Claude Juncker, predsednica Evropske komisije Ursula von der Leyen, predsednik Evropskega sveta Charles Michel, predsednik vlade Italije Mario Draghi, predsednik Italije Sergio Mattarella, predsednik Vojaškega odbora Evropske Unije Claudio Graziano, nekdanji predsednik vlade Italije Silvio Berlusconi, predsednik vlade Grčije Kiriakos Micotakis, predsednik vlade Republike Madžaraske Viktor Orban, nekdanja predsednika vlade Češke republike Miloš Zeman in Bohuslav Sobotka.
Evropsko vojsko je podprl tudi predsednik Združenih držav Amerike, Joe Biden, ki je dejal da bi le-ta delovala kot pomemben partner zveze NATO.